# Sandra Ezquerra
Sandra Ezquerra (Barcelona, 1976) és activista social i directora de la Càtedra UNESCO Dones, Desenvolupament i Cultures de la Universitat de Vic i professora de Sociologia a la mateixa universitat.
Llicenciada en Història i en Antropologia per la Universitat de Barcelona i Doctora en Sociologia per la Universitat d'Oregon, als Estats Units. L'any 2008 va llegir la seva tesi, titulada The Regulation of the South-North Transfer of Reproductive Labor: Filipino Women in Spain and the United States. Actualment és investigadora a l'Àrea d'Inclusió Social i Ciutadania de l'IGOP (UAB). Ha realitzat estades de recerca a Berkeley (Estats Units) i a Manila (Filipines). Els seus principals camps de recerca són les polítiques socials, laborals i d'immigració, així com l'impacte que aquestes tenen en diferents col·lectius socials. Particularment, ha posat especial èmfasi en l'estudi de polítiques des d'una perspectiva de gènere i en el plantejament de propostes de l'economia feminista. Els seus escrits i la seva producció científica han girat entorn de l'anàlisi de les relacions entre la crisi econòmica i l'anomenada crisi de les cures i sobre les potencialitats de l'àmbit públic i el comunitari com eixos vertebradors d'una nova organització social de la cura.